# 莉内·弗莱姆·赫斯特
莉内·弗莱姆·赫斯特（挪威語：Line Flem Høst，1995年11月10日—），挪威女子帆船运动员，2020年世界锦标赛女子激光雷迪尔级铜牌得主、2024年夏季奥林匹克运动会女子激光雷迪尔级铜牌得主。